# توم ألتر
توم ألتر (بالإنجليزية: Tom Alter)‏ هو ممثل هندي وأمريكي، ولد في 22 يونيو 1950 في الهند، وتوفي في 29 سبتمبر 2017 بمومباي في الهند. بدأ مشواره المهني سنة 1976.

## أعمال

### أفلام
- (2004) فير زارا[6][7]

## وصلات خارجية
- توم ألتر على موقع IMDb (الإنجليزية)
- توم ألتر على موقع قاعدة بيانات الفيلم (الإنجليزية)